# 远东树莺
远东树莺（学名：Horornis canturians）是雀形目树莺科的一种鸟类。

## 特征
远东树莺体重约22.3克，翼长约71.6毫米，嘴峰长约16.7毫米，喙宽度约3.2毫米，喙厚度约3.9毫米，跗蹠长约26.6毫米，尾长约70.8毫米。远东树莺是部分迁徙的鸟类，其栖息在密集的灌木丛中，食性为肉食性，主要食物来源是陆生无脊椎动物。

## 亚种
- ：繁殖于中国东北部、邻近的西伯利亚东南部和朝鲜；越冬于中国东南部。
- ：繁殖于中国东部（甘肃和四川东至安徽和浙江）；越冬于中国南部、台湾、印度东北部（阿萨姆）、泰国西北部、印度支那和菲律宾北部。[4]